# Cryptoperla
Cryptoperla is een geslacht van steenvliegen uit de familie Peltoperlidae. De wetenschappelijke naam van het geslacht is voor het eerst geldig gepubliceerd in 1909 door Needham.

## Soorten
Cryptoperla omvat de volgende soorten:
- Cryptoperla akha Stark, 1989
- Cryptoperla bisaeta (Kawai, 1968)
- Cryptoperla chiangi (Banks, 1940)
- Cryptoperla curvata Stark & Sivec, 2007
- Cryptoperla dui Sivec, 2005
- Cryptoperla formosana (Okamoto, 1912)
- Cryptoperla fraterna (Banks, 1938)
- Cryptoperla fujianica Sivec, 1995
- Cryptoperla hubleyi Stark & Sivec, 2007
- Cryptoperla ishigakiensis (Kawai, 1968)
- Cryptoperla japonica (Okamoto, 1912)
- Cryptoperla kali Stark, 1989
- Cryptoperla karen Stark, 1989
- Cryptoperla kawasawai Maruyama, 2002
- Cryptoperla klapaleki Stark & Sivec, 2007
- Cryptoperla kosai Stark & Sivec, 2007
- Cryptoperla kumari Stark, 1989
- Cryptoperla meo Stark, 1989
- Cryptoperla meyi Stark & Sivec, 2007
- Cryptoperla naga Stark, 1989
- Cryptoperla pentagonalis Zwick & Sivec, 1980
- Cryptoperla simplex Stark & Sivec, 2007
- Cryptoperla stilifera Sivec, 1995
- Cryptoperla torva Needham, 1909
- Cryptoperla uchidai Stark & Sivec, 2007
- Cryptoperla uenoi (Kohno, 1946)